# 카산드르
카산드르(Cassandre, 본명: 아돌프 젠 마리 무론/Adolphe Jean-Marie Mouron, 1901년 1월 24일 ~ 1968년 6월 17일)는 프랑스의 화가, 상업 포스터 아티스트, 글꼴 디자이너이다.
러시아의 하리코프에서 태어났다. 1915년 파리로 나와서부터 그림을 배워 주로 입체파의 영향을 받은 그림을 그리는 한편 상공업용 포스터도 제작하였는데, 이 작품이 1930년 '아리앙스 그래픽'에게 인정을 받아 세상에 알려지게 되었다. 그의 포스터는 다이내믹한 구성인데도 섬세한 감성이 잘 표현되었던 것이어서 그 명석한 형식 감정은 프랑스적인 감정에 영합되는 것이었다. 그 후에 그는 오로지 그래픽 디자인 분야에서만 활약을 계속하여 디자인 근대화의 선구적인 추진자가 되었고 아울러 국제적으로도 큰 영향력을 가지게 되었다. 또한 그는 지로두와 모차르트 가극의 무대장치도 한 적이 있었다.

## 글꼴
카산드르 설계를 통해 Deberny & Peignot에 의해 제작된 글꼴 타입은 다음과 같다:
- Acier Noir (1936)
- Bifur (1929)
- Peignot (1937)
- Touraine (1947), with Charles Peignot